# Liriomyza spencerella
Liriomyza spencerella är en tvåvingeart som beskrevs av Valladares 1985. Liriomyza spencerella ingår i släktet Liriomyza och familjen minerarflugor. Inga underarter finns listade i Catalogue of Life.